# Kubok SSSR 1965
La Kubok SSSR 1965 fu la 24ª edizione del trofeo. Vide la vittoria finale della Spartak Mosca, giunto al suo ottavo titolo. Per la prima volta dopo l'edizione del 1951 fu necessario ripetere la finale: in questa occasione perché il primo incontro finì in parità.

## Formula
Fu un'edizione molto particolare: nel 1965, infatti, furono giocate due edizioni della Coppa. La presente iniziò e finì tra aprile e agosto del 1965 e vide coinvolte le solo le 49 squadre ucraine di Klass B 1965 (terza serie del campionato), oltre ovviamente a quelle di Vtoraja Gruppa A 1965 e Pervaja Gruppa A 1965 (seconda e prima serie del campionato). L'altra, invece, partì ad aprile del 1965 e finì addirittura a novembre del 1966, tornando di fatto al modello europeo sperimentato per la prima volta nel 1959-1960; addirittura l'edizione '65-'66 cominciò appena 14 giorni dopo di quella del 1965.
Le squadre ucraine di Klass B disputavano, come da tradizione una fase preliminare, divisa in tre, quanti erano i gironi ucraini di Klass B: le tre squadre ammesse passavano direttamente al secondo turno della fase finale. Furono inoltre ammesse direttamente alla seconda fase quattro vincitrici delle sei vincitrici zone russe della precedente edizione (Tekmaš Kostroma, Znamja Truda, Neftyanik Fergana e Lokomotiv Krasnojarsk), più le due finalisti perdenti delle altre due zone (Dinamo Sukhumi e Trudovye rezervy Kursk), dato che le altre due vincitrici (Rostsel'maš e Terek Groznyj) erano state nel frattempo promosse. 30 delle squadre di Vtoraja Gruppa A (tutte tranne Tekstilščik Ivanovo e Volga Kalinin che non parteciparono) entravano in gioco tra il primo e secondo turno della fase finale; le 17 di Pervaja Gruppa A, invece, giocarono direttamente il terzo turno, disputando l'incontro fuori casa. Fece eccezione la Torpedo Kutaisi che affrontò in casa il CSKA Mosca: curiosamente la partita fu giocata prima che si disputasse il secondo turno.
In tutti i turni, sia nella fase preliminare che in quella finale, la formula fu quella classica dei turni ad eliminazione diretta, con gare di sola andata e tempi supplementari, ma non si effettuavano i tiri di rigore: in caso di parità si ricorreva al replay, disputato il giorno seguente sul medesimo terreno di gioco; la finale, come da tradizione, fu disputata a Mosca allo Stadio Centrale Lenin.

## Fase preliminare

### Zona Ucraina I

#### Ottavi
Le partite furono disputate il 4 e il 5 aprile 1965.
| Squadra 1             | Risultato   | Squadra 2                   |
| --------------------- | ----------- | --------------------------- |
| Avangard Zheltye Vody | 1 – 0       | Kolos Poltava               |
| Avangard Kerč         | 1 – 2 (dts) | SKA Kiev                    |
| Stroitel Beltsy       | 3 – 2 (dts) | Dneprovets Dneprodzerzhinsk |
| Lučafėrul Tiraspol    | 1 – 2 (dts) | Šachtër Oleksandrija        |
| Kolchoznik Čerkasy    | 2 – 1 (dts) | Dvina Vicebsk               |
| Dnepr Kremenčuk       | 1 – 2 (dts) | Spartak Mogilev             |
| Chaika Balaklava      | 1 – 0       | Spartak Sumy                |
| Gornjak Krivoj Rog    | 1 – 2       | Desna Černihiv              |

#### Quarti di finale
Le partite furono disputate il 14 aprile 1965.
| Squadra 1            | Risultato | Squadra 2             |
| -------------------- | --------- | --------------------- |
| Šachtër Oleksandrija | 1 – 0     | Stroitel Beltsy       |
| Desna Černihiv       | 4 – 3     | Avangard Zheltye Vody |
| Chaika Balaklava     | 0 – 1     | SKA Kiev              |
| Kolchoznik Čerkasy   | 2 – 3     | Spartak Mogilev       |

#### Semifinali
Le partite furono disputate il 20 e il 21 aprile 1965.
| Squadra 1            | Risultato | Squadra 2       |
| -------------------- | --------- | --------------- |
| SKA Kiev             | 3 – 0     | Spartak Mogilev |
| Šachtër Oleksandrija | 0 – 1     | Desna Černihiv  |

#### Finale
L'incontro fu disputato il 28 aprile 1965, il replay il giorno successivo.
| Squadra 1      | Risultato | Squadra 2 |
| -------------- | --------- | --------- |
| Desna Černihiv | 2 – 1     | SKA Kiev  |

### Zona Ucraina II

#### Ottavi
Le partite furono disputate tra il 4 e l'8 aprile 1965.
| Squadra 1                | Risultato   | Squadra 2           |
| ------------------------ | ----------- | ------------------- |
| Spartak Ivano-Frankivs'k | 1 – 0       | Kolchoznik Rivne    |
| Avtomobilist Odessa      | 1 – 0       | Polіssja Žytomyr    |
| Verchovina Užhorod       | [ 3 ]       | Zvezda Kirovohrad   |
| Neftyanik Drogobych      | 1 – 2       | Dinamo-2 Kiev       |
| Bukovyna Černivci        | 3 – 0       | Nëman               |
| Avangard Ternopol        | 1 – 0 (dts) | Volyn'              |
| SKA Leopoli              | 3 – 2       | Dinamo Khmelnitskiy |
| Dunayets Izmail          | 2 – 1 (dts) | Spartak Brest       |

#### Quarti di finale
Le partite furono disputate il 14 aprile 1965.
| Squadra 1                | Risultato   | Squadra 2           |
| ------------------------ | ----------- | ------------------- |
| Zvezda Kirovohrad        | 1 – 0       | Dinamo-2 Kiev       |
| Dunayets Izmail          | 2 – 1 (dts) | Avtomobilist Odessa |
| Spartak Ivano-Frankivs'k | 0 – 2       | Bukovyna Černivci   |
| Avangard Ternopol        | 2 – 1       | SKA Leopoli         |

#### Semifinali
Le partite furono disputate il 21 aprile 1965.
| Squadra 1         | Risultato   | Squadra 2         |
| ----------------- | ----------- | ----------------- |
| Bukovyna Černivci | 3 – 1       | Zvezda Kirovohrad |
| Avangard Ternopol | 3 – 1 (dts) | Dunayets Izmail   |

#### Finale
L'incontro fu disputato il 28 aprile 1965, il replay il giorno successivo.
| Squadra 1         | Risultato | Squadra 2         |
| ----------------- | --------- | ----------------- |
| Avangard Ternopol | 2 – 0     | Bukovyna Černivci |

### Zona Ucraina III

#### Primo turno
La partita fu disputata il 4 aprile.
| Squadra 1         | Risultato   | Squadra 2            |
| ----------------- | ----------- | -------------------- |
| Lokomotiv Donetsk | 0 – 1 (dts) | Khimik Severodonetsk |

#### Ottavi
Le partite furono disputate tra il 4 e il 7 aprile 1965.
| Squadra 1              | Risultato   | Squadra 2             |
| ---------------------- | ----------- | --------------------- |
| Shakhtyor Yenakievo    | [ 4 ]       | Nistrul Bender        |
| Sudostroitel' Mykolaïv | 1 – 0       | Šachtar Horlivka      |
| Spartak Melitopol      | 2 – 3       | Šachtar Kadiïvka      |
| Trubnik Nikopol        | 4 – 1       | Shakhtyor Torez       |
| SKF Sebastopoli        | 3 – 0       | Avanhard Kramators'k  |
| Khimik Severodonetsk   | 1 – 0 (dts) | Shakhtyor Krasny Luch |
| Tavrija                | 2 – 0       | Torpedo Kharkov       |
| Lokomotiv Cherson      | 1 – 0       | Kommunarec Kommunarsk |

#### Quarti di finale
Le partite furono disputate il 14 aprile e il 15 aprile 1965.
| Squadra 1              | Risultato | Squadra 2        |
| ---------------------- | --------- | ---------------- |
| Khimik Severodonetsk   | 1 – 0     | Šachtar Kadiïvka |
| Lokomotiv Cherson      | 1 – 0     | Trubnik Nikopol  |
| Sudostroitel' Mykolaïv | 0 – 1     | Nistrul Bender   |
| Tavrija                | 4 – 2     | SKF Sebastopoli  |

#### Semifinali
Le partite furono disputate il 21 aprile 1965.
| Squadra 1            | Risultato | Squadra 2         |
| -------------------- | --------- | ----------------- |
| Khimik Severodonetsk | 0 – 2     | Lokomotiv Cherson |
| Tavrija              | 3 – 2     | Nistrul Bender    |

#### Finale
La partita fu disputate il 28 aprile 1965.
| Squadra 1         | Risultato | Squadra 2 |
| ----------------- | --------- | --------- |
| Lokomotiv Cherson | 1 – 0     | Tavrija   |

## Fase finale

### Primo turno
Le gare furono disputate tra il 28 aprile 1965.
| Squadra 1          | Risultato   | Squadra 2         |
| ------------------ | ----------- | ----------------- |
| Spartak Homel'     | 1 – 0       | Dünamo Tallinn    |
| Volga Gor'kij      | 0 – 2       | Alga Frunze       |
| Shahter Qaraǵandy  | 3 – 0       | Avangard Charkiv  |
| Moldova Chișinău   | 2 – 1 (dts) | Terek Groznyj     |
| Lokomotiv Tbilisi  | 1 – 0       | Zorja             |
| Lokomotyv Vinnycja | 2 – 1       | Energetik Dušanbe |
| Stroitel' Aşgabat  | 0 – 1       | Kuban'            |
| SKA Novosibirsk    | 2 – 0       | Traktor Volgograd |
| Dinamo Leningrado  | 1 – 0       | Daugava Rīga      |

### Secondo turno
Le gare furono disputate il 6 e il 7 maggio 1965.
| Squadra 1              | Risultato   | Squadra 2            |
| ---------------------- | ----------- | -------------------- |
| Znamja Truda           | 2 – 0       | Rostsel'maš          |
| Lokomotyv Vinnycja     | 1 – 0       | Lokomotiv Čeljabinsk |
| Desna Černihiv         | 1 – 0 (dts) | Šinnik               |
| Tekmaš Kostroma        | 2 – 0       | Moldova Chișinău     |
| Lokomotiv Tbilisi      | 1 – 2       | Karpaty              |
| Lokomotiv Krasnojarsk  | 0 – 1       | SKA Novosibirsk      |
| Lokomotiv Cherson      | 3 – 2 (dts) | Politotdel           |
| Kuban'                 | 0 – 3       | Qairat               |
| Alga Frunze            | 1 – 0       | Trud Voronež         |
| Avangard Ternopol      | 1 – 0       | Žalgiris             |
| Shahter Qaraǵandy      | 1 – 0       | Ararat               |
| Dinamo Leningrado      | 6 – 1       | Dnepr                |
| Dinamo Sukhumi         | 1 – 0 (dts) | Metalurh Zaporižžja  |
| Trudovye Rezervy Kursk | 2 – 3       | Uralmaš              |
| Neftyanik Fergana      | 1 – 0       | Spartak Homel'       |

### Terzo turno
Le gare furono disputate tra il 5 e il 25 maggio 1965.
| Squadra 1          | Risultato   | Squadra 2                |
| ------------------ | ----------- | ------------------------ |
| T'orp'edo Kutaisi  | 1 – 3       | CSKA Mosca               |
| Alga Frunze        | 0 – 1       | Kryl'ja Sovetov Kujbyšev |
| Lokomotiv Cherson  | 0 – 1 (dts) | Dinamo Minsk             |
| Qairat             | 2 – 0       | Čornomorec'              |
| Znamja Truda       | 3 – 2       | Paxtakor                 |
| Karpaty            | 1 – 2       | Šachtar                  |
| SKA Novosibirsk    | 2 – 1       | Dinamo Kiev              |
| Avangard Ternopol  | 3 – 2       | SKA Rostov               |
| Lokomotyv Vinnycja | 0 – 2       | Lokomotiv Mosca          |
| Tekmaš Kostroma    | 1 – 0 (dts) | SKA Odessa               |
| Uralmaš            | 0 – 1       | Spartak Mosca            |
| Desna Černihiv     | 1 – 0       | Neftyanik Baku           |
| Shahter Qaraǵandy  | 1 – 0       | Torpedo Mosca            |
| Neftyanik Fergana  | 0 – 2       | Dinamo Mosca             |
| Dinamo Sukhumi     | 0 – 1       | Dinamo Tbilisi           |
| Dinamo Leningrado  | 2 – 1       | Zenit Leningrado         |

### Ottavi di finale
Le gare furono disputate tra il 27 maggio e il 4 luglio 1965.
| Squadra 1                | Risultato   | Squadra 2         |
| ------------------------ | ----------- | ----------------- |
| Dinamo Minsk             | 1 – 0       | Shahter Qaraǵandy |
| Šachtar                  | 2 – 1 (dts) | SKA Novosibirsk   |
| Tekmaš Kostroma          | 1 – 3       | Znamja Truda      |
| Qairat                   | 4 – 3       | Desna Chernihiv   |
| Kryl'ja Sovetov Kujbyšev | 2 – 1       | Avangard Ternopol |
| Dinamo Mosca             | 1 – 2       | Dinamo Leningrado |
| Spartak Mosca            | 3 – 2       | Lokomotiv Mosca   |
| CSKA Mosca               | 2 – 4       | Dinamo Tbilisi    |

### Quarti di finale
Le gare furono disputate tra il 9 giugno e il 4 luglio 1965.
| Squadra 1                | Risultato   | Squadra 2         |
| ------------------------ | ----------- | ----------------- |
| Šachtar                  | 0 – 2       | Dinamo Minsk      |
| Spartak Mosca            | 2 – 1       | Qairat            |
| Dinamo Tbilisi           | 2 – 1 (dts) | Znamja Truda      |
| Kryl'ja Sovetov Kujbyšev | 3 – 1       | Dinamo Leningrado |

### Semifinali
Le gare furono disputate il 31 luglio e il 2 agosto 1965.
| Squadra 1     | Risultato | Squadra 2                |
| ------------- | --------- | ------------------------ |
| Dinamo Minsk  | 1 – 0     | Dinamo Tbilisi           |
| Spartak Mosca | 4 – 2     | Kryl'ja Sovetov Kujbyšev |

### Finale

#### Primo incontro
| Mosca 14 agosto 1965, ore ?:? | Spartak Mosca | 0 – 0 referto | Dinamo Minsk | Stadio Centrale Lenin (100000 spett.) |

#### Ripetizione
| Mosca 15 agosto 1965, ore ?:?                                       | Spartak Mosca | 2 – 1 (d.t.s.) [http://talks.klisf.ru/index.app?cmd=match&lang=ru&id=529022174978251 referto] | Dinamo Minsk | Stadio Centrale Lenin (60000 spett.) |
| \| \| \| \| \| Chusainov 68’, 100’ \| Marcatori \| 3’ Arzamascev \| |               |                                                                                               |              |                                      |
|                                                                     |               |                                                                                               |              |                                      |
| Chusainov 68’, 100’                                                 | Marcatori     | 3’ Arzamascev                                                                                 |              |                                      |